# Привольное (Зеленоградский район)
Привольное— посёлок в Зеленоградском районе Калининградской области. До 2016 года входил в состав Ковровского сельского поселения.

## Население
| 2002 | 2010 |
| ---- | ---- |
| 68   | ↘61  |

В 1910 году в Гунтенене проживало 179 человек, в 1925 году — 219 человек, в 1933 году — 196 человек.

## История
Близ посёлка находится памятник археологии XI – первой половины XIII века Привольное-1, на котором найдена свинцовая актовая вислая печать Владимира Мономаха, товарные свинцовые древнерусские пломбы «дрогичинского» типа, шиферные пряслица.
Населённый пункт Гунтейн был основан в 1299 году. За многовековую историю его название претерпело изменения: в XV—XVI веках поселение называлось Гунтайн, позже закрепилось название Гунтенен.
В 1946 году Гунтенен был переименован в поселок Привольное.